# Yann Kerlann
Yann Kerlann (de son nom d'état-civil Jean Delalande), né en 1910 à La Roche-sur-Yon et décédé en 1969 à Morlaix. Il a été instituteur, journaliste, a collecté et créé des chansons en breton. Il a succédé à Yann Sohier comme directeur de la revue bretonnante Ar Falz.

## Enfance et études
Il naît en Vendée. Après le décès de son père, un militaire, il part vivre à Morlaix (Finistère) avec sa mère, Pauline Joséphine Kerbiriou. C'est là qu'il commence à apprendre la langue bretonne, dans son dialecte trégorrois, auprès d'un menuisier originaire de Plouézoc'h. Il y fait ses études primaires jusqu'en 1923, puis fréquente une école primaire supérieure à Brest de 1923 à 1927. En 1927-28, il intègre le Saint-Dustan College de Londres en vue d'améliorer son anglais.

## Enseignant
De retour en Bretagne, il devient instituteur public à Plomeur dans le pays bigouden (1930), à St-Philibert en Trégunc (1931), à Quimperlé (1932), à Guiclan (1933-36), à St Guénolé-Penmarc'h (1936-39) et Cléden Cap-Sizun (1941). Pendant toutes ces années, il collecte de nombreuses chansons, contes et proverbes. Il se lie d'amitié avec Yann Sohier et, en 1933, il l'aide à créer la revue mensuelle "Ar Falz" (la Faucille) qui milite pour l'enseignement du breton dans les écoles publiques.  En 1936, les éditions "Ar Falz" publient un recueil de "trente chansons populaires bretonnes" écrites pour la plupart par Kerlann.
Kerlann a notamment écrit les paroles en breton de la chanson "Luskell va bag" adaptée de la chanson écossaise Skye Boat Song (en). Elle a été interprétée par de nombreux chanteurs, dont Alan Stivell sur son CD "Emerald", ainsi que par diverses chorales.

## La guerre et l'occupation
Yann Kerlann est fait prisonnier en 1940. De retour en Bretagne, il enseigne brièvement à Cléden Cap Sizun avant de créer, en novembre 1942, une école privée bretonnante à Plestin-les-grèves, entre Morlaix et Lannion. Cette “’école en breton ” est annoncée le 24 octobre 1942 dans l’hebdomadaire du PNB, L'Heure Bretonne, qui, avec Arvor, dirigé par Roparz Hemon, participera au financement de l’école de Plestin.
Dans son ouvrage consacré aux écoles Diwan, Jean-Charles Perazzi, résume cette expérience :

« Pendant la dernière guerre mondiale, Yann Kerlann (Jean Delalande), ami et successeur de Yann Sohier à la tête d'Ar Falz, mensuel des instituteurs laïques partisans de l'enseignement du breton, a ouvert ainsi à Plestin-les-Grèves Skol Blistin. Mais son existence sera éphémère : un an. Et son initiateur, la guerre terminée, se verra condamné à "l'indignité nationale à vie". La République n'est pas toujours tendre pour les pionniers de l'Éducation nationale. »

En réalité, Kerlann a démissionné de son poste d'instituteur public dans le Finistère avant d'ouvrir son école privée à Plestin (fréquentée par des enfants de dirigeants du Parti national breton, alors pro-nazi), et l'expérience n'a pas duré un an mais s'est étalée sur deux années scolaires (1942-43 et 1943-44). Le gouvernement de Vichy, via le décret Carcopino, a pour la première fois autorisé l'enseignement du breton dans les écoles primaires (1 h 30 par semaine), mais Kerlann n'agit pas dans le cadre de ce décret, puisque son enseignement se fait entièrement en breton. Il organise une classe de neuf élèves, en majorité des enfants de membres du Parti national breton (son fils, les deux fils de Théo Jeusset, les deux enfants d'André Geffroy de Locquirec, etc.). Françoise Morvan, page 253 de son ouvrage Le Monde comme si, cite un extrait du journal du PNB L'Heure bretonne paru le 8 novembre 1941, où Kerlann présente ce qu'il veut réaliser dans un article titré "Une Bretagne nouvelle qui ne sentira pas le moisi" :

« Vous avez à apprendre l'Histoire de vos Ancêtres, vous avez à apprendre le breton, oui, à le lire et à l'écrire correctement. Vous avez à retrouver l'Esprit de la Race en parlant, en lisant, en écrivant, en chantant en breton !... Alors se lèvera de nouveau une Bretagne bretonne où les Bretons seront honorés, auront retrouvé leur fierté, où l'on parlera breton, un breton correct, nettoyé de ses gallicismes, qui sera enseigné dans nos écoles... »

L'apprentissage de la lecture se fait selon la méthode globale, peu usitée à l'époque. Des sorties dans la campagne et au bord de la mer, à proximité de l'école, permettent aux enfants d'apprendre en breton les noms des plantes et des coquillages. Au cours de "leçons de choses" réalisées dans la nature, un tableau noir est souvent accroché aux branches des arbres ! Parfois, des cours sont organisés le soir pour observer la lune et les étoiles et pour apprendre aux enfants à vaincre la crainte de l'obscurité ou à retrouver leur chemin dans le noir.
Cette expérience est définitivement interrompue en 1944. Kerlann est en effet arrêté dans son école pour avoir été l'un des responsables du PNB dans le Finistère avant son arrivée à Plestin en 1942, afin qu'il cesse d'enseigner. Il a aussi écrit le chant de marche des troupes du Bezenn Perrot, qui combattaient sous uniforme SS.

## Après la guerre
(février 2018).
Si vous disposez d'ouvrages ou d'articles de référence ou si vous connaissez des sites web de qualité traitant du thème abordé ici, merci de compléter l'article en donnant les références utiles à sa vérifiabilité et en les liant à la section « Notes et références ».
À la Libération, Yann Kerlann est déchu de ses droits civiques, condamné à « l’indignité nationale » pour faits de collaboration par le tribunal de Quimper et condamné à quitter la Bretagne. Il réside alors en région parisienne où il retrouve de nombreux autres « exilés » politiques bretons. Ses connaissances en langues lui permettent d'être recruté par Air France. Il participe à la vie de l'association bretonne Kêr-Vreizh à Paris avant d'en prendre la direction en 1964.